# Fabio Jakobsen
Pour les articles homonymes, voir Jakobsen.
Fabio Jakobsen, né le 31 août 1996 à Gorinchem, est un coureur cycliste néerlandais. Champion d'Europe en 2022 et champion des Pays-Bas en 2019, il a également remporté une étape du Tour de France et cinq étapes sur le Tour d'Espagne, ainsi que le classement par points de la course en 2021.

## Biographie

### Débuts cyclistes et carrière chez les amateurs

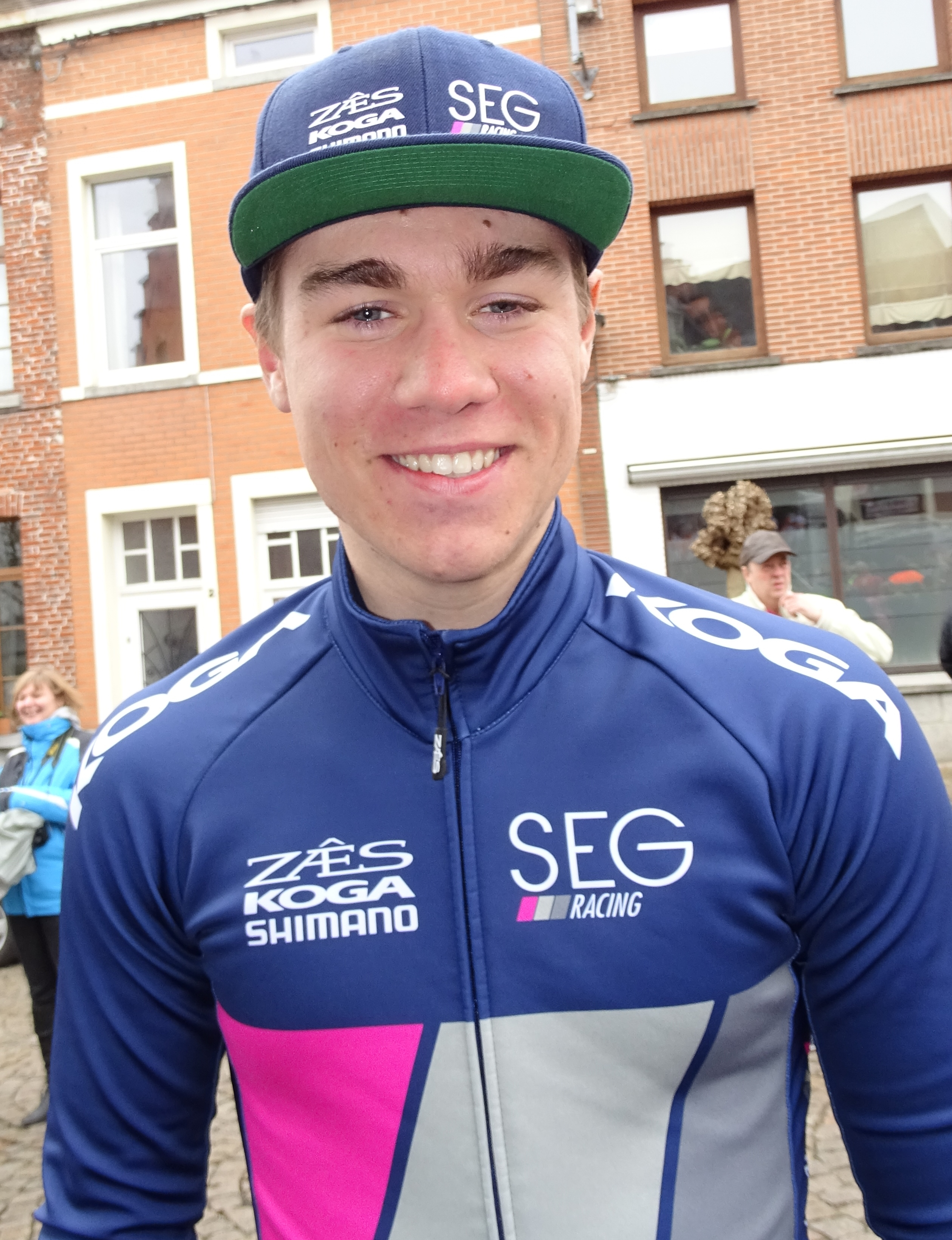
Fabio Jakobsen lors du Triptyque des Monts et Châteaux 2015.

Fabio Jakobsen, qui tire son prénom de Fabio Casartelli, commence le cyclisme à l'âge de dix ou onze ans au club Jan van Arckel. Après avoir enregistré treize victoires durant sa deuxième année en catégorie junior, Fabio Jakobsen rejoint en 2015 l'équipe continentale SEG Racing, où il est entraîné par Peter Schep. Vice-champion des Pays-Bas sur route espoirs cette année-là, il décroche le titre une première fois en 2016, puis à nouveau en 2017. Durant cette troisième saison chez SEG Racing, il gagne également le Ster van Zwolle, le Grand Prix de Francfort espoirs, le Tour de Hollande-Septentrionale, des étapes du Tour de Normandie, du Tour Alsace, de l'Olympia's Tour et, avec l'équipe des Pays-Bas espoirs, du Tour de l'Avenir. Ses résultats durant l'année lui valent de recevoir le Gerrie Knetemann Trofee récompensant le cycliste espoir néerlandais de l'année et d'être recruté par Quick-Step Floors, équipe World Tour qui l'engage pour deux ans.

### Carrière professionnelle

#### Quick-Step (2018-2023)

##### 2018: les premiers succès avec l'équipe Quick-Step Floors
Fabio Jakobsen fait ainsi ses débuts professionnels en 2018 avec Quick Step au Dubaï Tour au service d'Elia Viviani, vainqueur de la course, puis au Tour d'Oman. Au mois de mars, il termine quatrième de la course belge À travers la Flandre-Occidentale-Johan Museeuw Classique remportée par son coéquipier français Rémi Cavagna. Par la suite, il remporte au sprint deux semi-classiques belges : Nokere Koerse et le Grand Prix de l'Escaut. Au deuxième semestre, il termine sixième de la première édition de la Great War Remembrance Race, une nouvelle course cycliste disputée en Belgique et dixième de la Bretagne Classic.

##### 2019: champion des Pays-Bas et victoires sur le Tour d’Espagne
En 2019, il gagne une étape du Tour de l'Algarve, du Tour de Turquie et du Tour de Californie. Il conserve son titre sur le Grand Prix de l'Escaut et devient champion des Pays-Bas sur route en devançant au sprint Moreno Hofland et Bas van der Kooij. En août, il participe au Tour d'Espagne, son premier grand tour. Il y remporte les 4e et 21e étapes, devançant Sam Bennett à chaque fois.

##### 2020: grave accident au Tour de Pologne
En février 2020, il s'impose lors de la dernière étape du Tour de la Communauté valencienne et la première étape du Tour de l'Algarve. Quatrième de Kuurne-Bruxelles-Kuurne, il remporte une semaine plus tard le Grand Prix Jean-Pierre Monseré. Les courses sont ensuite arrêtées en raison de la pandémie de Covid-19. 
Pour sa reprise à la compétition le 5 août, lors du sprint d'arrivée de la première étape du Tour de Pologne à Katowice, sprint disputé à très haute vitesse dans un faux plat descendant, Fabio Jakobsen est volontairement tassé par son concurrent et compatriote de la formation Jumbo-Visma Dylan Groenewegen alors qu'il revenait à sa hauteur pendant que les deux sprinteurs se déportaient vers la droite. Jakobsen était sur le point de dépasser Groenewegen par la droite et fait une grave chute dans les barrières à un mètre de la ligne d'arrivée, heurtant à pleine vitesse un juge de course et le portique rigide d'arrivée ; victime d'un traumatisme crânien et d'une fracture du palais, il est plongé dans un coma artificiel et son pronostic vital est engagé,. Groenewegen, qui avait dans un premier temps remporté l'étape, est disqualifié, puis exclu de l'épreuve. Le 7 août, après une opération de cinq heures, Fabio Jakobsen est sorti du coma artificiel. En novembre 2020, Groenewegen est suspendu par l'UCI pendant neuf mois en raison de cet incident, soit jusqu'en mai 2021. La poursuite de la carrière de coureur professionnel de Jakobsen est un temps considérée comme incertaine, notamment du fait de la paralysie d'une de ses cordes vocales.

##### 2021: victoires sur le Tour d'Espagne
Le 11 avril 2021, il fait son retour à la compétition pendant le Tour de Turquie huit mois après son grave accident du Tour de Pologne et un mois avant la fin de suspension de Dylan Groenewegen qui retrouve la compétition en mai sur le Tour d'Italie. Le 21 juillet suivant, il gagne au sprint la deuxième étape du Tour de Wallonie, première victoire depuis son accident. Il remporte aussi la cinquième et dernière étape de cette course. Le 17 août, il gagne au sprint la 4e étape du Tour d'Espagne, puis double la mise quatre jours plus tard sur la 8e étape. À nouveau vainqueur lors de la 16e étape, il s'adjuge le classement par points à l'issue de l'épreuve. En septembre, il gagne coup sur coup la Gooikse Pijl et l'Eurométropole Tour.

##### 2022: champion d'Europe et victoire sur le Tour de France
Lors de la saison 2022 qui doit l'amener à découvrir le Tour de France comme sprinteur de l'équipe à la place de Mark Cavendish, il s'illustre d'entrée en remportant deux étapes et le classement par points du Tour de la Communauté valencienne. Il réussit la même performance sur le Tour de l'Algarve et remporte Kuurne-Bruxelles-Kuurne. En mars, il décroche une nouvelle victoire lors de la 2e étape de Paris-Nice. En retrait sur les classiques World Tour, il retrouve le succès en mai sur le Tour de Hongrie, où il gagne deux étapes et le classement par points. En juin, il remporte le Tour des onze villes et la dernière étape du Tour de Belgique. 
Aligné pour son premier Tour de France, il s'adjuge au sprint la deuxième étape à Nyborg au Danemark devant Wout van Aert et Mads Pedersen. Cinquième le lendemain, il se montre plus discret le reste de la course. Lors de l'étape 17, qui était une étape de montagne majeure avec une arrivée au sommet à Peyragudes, toute l'équipe de Jakobsen est revenue sur la ligne d'arrivée pour applaudir lorsqu'elle a réalisé qu'il allait arriver dans le temps imparti. Il a été le dernier coureur survivant à franchir la ligne d'arrivée, puis s'est effondré contre les barrières avec le chariot balai traversant la ligne quinze secondes après lui. Il survit le lendemain en haute montagne et le reste de la course, mais un problème mécanique dans les cent derniers mètres de l'étape des Champs-Élysées ne lui permet pas de disputer le sprint. Son résultat global reste positif, faisant de son premier Tour de France un succès.
En août, il devient champion d'Europe sur route en Allemagne. Le 16 septembre, il ajoute un treizième succès de la saisn lors du Championnat des Flandres.

##### 2023: dernière saison avec Soudal-Quick Step
Le début de saison 2023 de Fabio Jakobsen est moins fécond en victoires que celui de l'année précédente. Au terme de Tirreno-Adriatico et après avoir participé à de nombreux sprints, il totalise deux victoires (une étape du Tour de San Juan ainsi qu'une étape de Tirreno-Adriatico) contre six à la même période de 2022. En mai, il est lauréat d'une nouvelle étape sur le Tour de Hongrie. Deuxième derrière Jasper Philipsen à l'arrivée de la première étape du Tour de Belgique, il gagne les deux autres sprints de ce tour lors des deuxième et cinquième étapes à Knokke-Heist puis à Bruxelles.
Sélectionné pour le Tour de France, il termine quatrième du premier sprint massif disputé à Bayonne au terme de la troisième étape. Il chute durant le final de la quatrième étape. Diminué physiquement à la suite de cet incident, il n'est pas en mesure de rivaliser avec les meilleurs sprinteurs lors des étapes suivantes et décide d'abandonner la Grande Boucle avant le départ de la douzième étape.
Les 16 et 18 août, il gagne deux étapes du Tour du Danemark, ses derniers succès de la saison. Élément moins important d'une équipe qui se concentre progressivement autour de Remco Evenepoel et indiquant souhaiter être entouré de coéquipiers à son service, Jakobsen, en fin de contrat et en concurrence avec Tim Merlier, décide de quitter sa formation en fin de saison.

#### DSM-firmenich (2024-)
En août 2023, l'équipe cycliste DSM-firmenich annonce le recrutement de Fabio Jakobsen avec un contrat s'étendant de 2024 à la fin de l'année 2026. Il décroche son premier succès le 21 avril sur la première étape du Tour de Turquie. En raison d'une violente chute, il abandonne sur la 11e étape du Tour d’Italie, il ne prend pas le départ le lendemain. Il reprend la compétition sur le Tour de Belgique mi-juin. Engagé sur le Tour de France, il abandonne au cours de la 12e étape après avoir été lâché dès les premiers kilomètres. Il quitte l'épreuve avec deux tops 10 à son actif (7e et 5e d'étape). Il réalise une deuxième partie de saison anonyme avec une 7e place comme meilleur résultat sur le Circuit du Houtland. 
Le début de saison 2025 ne montre pas d'éclaircie. Sa formation annonce le 31 mars 2025 qu'il souffre d’un problème de circulation sanguine. Son opération nécessitant une longue période de convalescence, aucune date de retour n'est évoquée pour le sprinteur néerlandais dans les pelotons.

## Palmarès sur route
| - 2015 - 2e du championnat des Pays-Bas sur route espoirs - 2016 - Champion des Pays-Bas sur route espoirs - KOGA Slag om Norg - 2e étape du ZLM Tour - 2017 - Champion des Pays-Bas sur route espoirs - Ster van Zwolle - 2e étape du Tour de Normandie - Grand Prix de Francfort espoirs - Tour de Hollande-Septentrionale - 4e étape du Tour Alsace - 2e étape du Tour de l'Avenir - 3e et 4e étapes de l'Olympia's Tour - 2e du Dorpenomloop Rucphen - 6e du championnat d'Europe sur route espoirs - 2018 - Nokere Koerse - Grand Prix de l'Escaut - 1re étape du Tour des Fjords - 1re étape du BinckBank Tour - 3e et 6e étapes du Tour du Guangxi - 4e étape du Tour de Slovaquie - 2e de Halle-Ingooigem - 10e de la Bretagne Classic - 2019 - Champion des Pays-Bas sur route - 1re étape du Tour de l'Algarve - Grand Prix de l'Escaut - 3e étape du Tour de Turquie - 4e étape du Tour de Californie - 4e et 21e étapes du Tour d'Espagne - 2e du Tour des onze villes | - 2020 - 5e étape du Tour de la Communauté valencienne - 1re étape du Tour de l'Algarve - Grand Prix Jean-Pierre Monseré - 1re étape du Tour de Pologne - 2021 - 2e et 5e étapes du Tour de Wallonie - 4e, 8e et 16e étapes du Tour d'Espagne - Gooikse Pijl - Eurométropole Tour - 2022 - Champion d'Europe sur route - 2e et 5e étapes du Tour de la Communauté valencienne - 1re et 3e étapes du Tour de l'Algarve - Kuurne-Bruxelles-Kuurne - 2e étape de Paris-Nice - 2e et 3e étapes du Tour de Hongrie - Tour des onze villes - 5e étape du Tour de Belgique - 2e étape du Tour de France - Championnat des Flandres - 2023 - 2e étape du Tour de San Juan - 2e étape de Tirreno-Adriatico - 2e étape du Tour de Hongrie - 2e et 5e étapes du Tour de Belgique - 2e et 4e étapes du Tour du Danemark - 3e du Tour des onze villes - 3e du Championnat des Flandres - 5e de la Classic Bruges-La Panne - 2024 - 1re étape du Tour de Turquie - 2e de Nokere Koerse |  |

## Résultats sur les grands tours

### Tour de France
3 participations
- 2022 : 130e, vainqueur de la 2e étape
- 2023 : non-partant (12e étape)
- 2024 : abandon (12e étape)

### Tour d'Italie
1 participation
- 2024 : non-partant (12e étape)

### Tour d'Espagne
2 participations
- 2019 : 145e, vainqueur des 4e et 21e étapes
- 2021 : 141e, vainqueur des 4e, 8e et 16e étapes,  vainqueur du classement par points

## Classements mondiaux
| Année                                 | 2016 | 2017 | 2018 | 2019 | 2020 | 2021 | 2022 | 2023 | 2024 |
| ------------------------------------- | ---- | ---- | ---- | ---- | ---- | ---- | ---- | ---- | ---- |
| UCI World Tour                        | nc   | nc   | 136e |      |      |      |      |      |      |
| Classement mondial                    | 866e | 325e | 72e  | 91e  | 123e | 61e  | 47e  | 132e | 245e |
| UCI Europe Tour                       | 678e | 152e | 9e   | 74e  | 102e | 52e  | 40e  | nc   | nc   |
| UCI Asia Tour                         | 330e | nc   | 385e |      |      |      |      |      |      |
|                                       |      |      |      |      |      |      |      |      |      |
| Légende : nc = non classéSource : UCI |      |      |      |      |      |      |      |      |      |

## Distinctions
- Cycliste espoirs néerlandais de l'année : 2017